# Ateneum

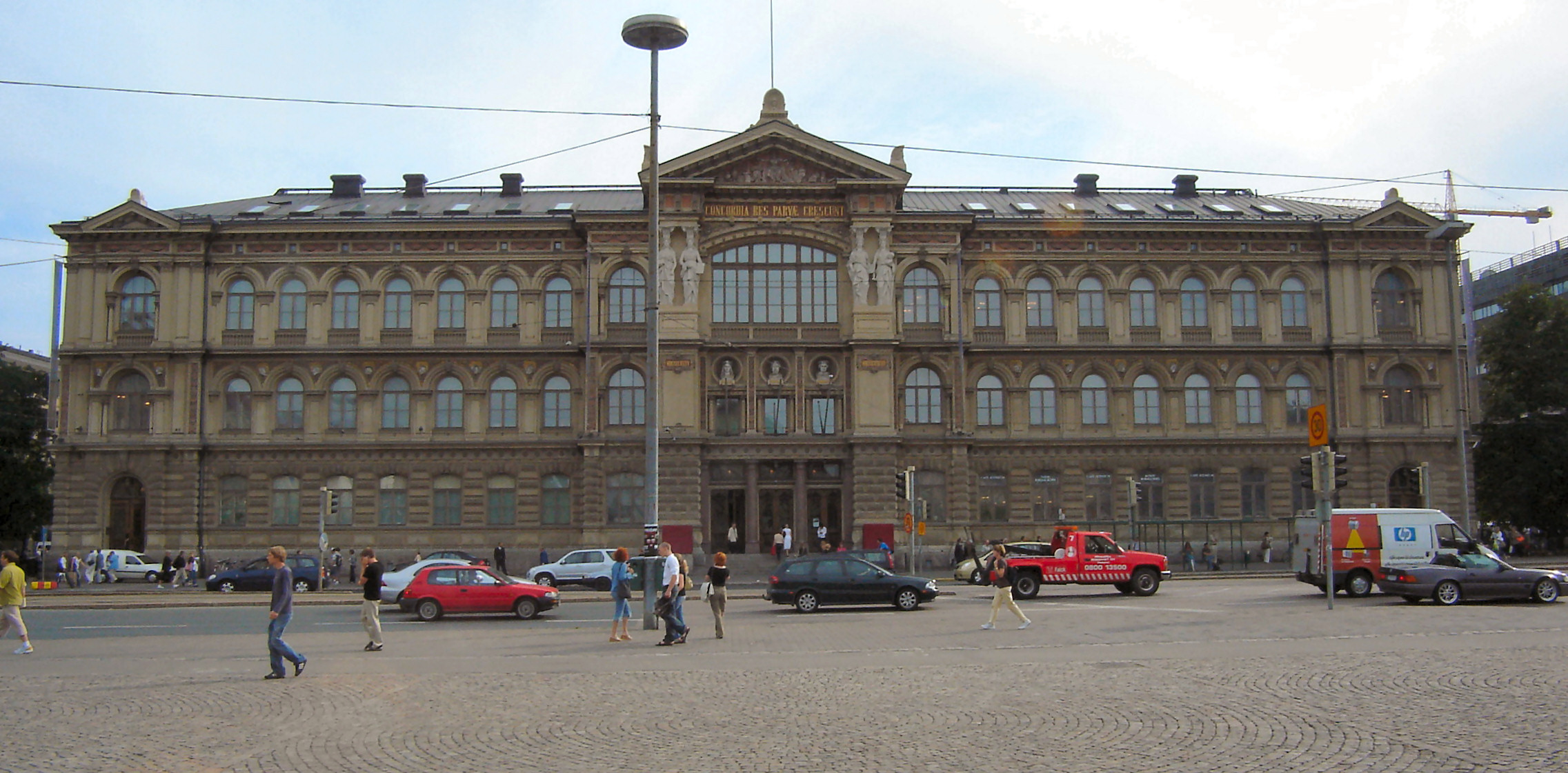
Das Ateneum

Das Ateneum (d. h. Athenäum) ist ein Kunstmuseum in der finnischen Hauptstadt Helsinki. Es ist Teil der Finnischen Nationalgalerie und beherbergt die bedeutendste Kunstsammlung des Landes.

## Geschichte
Das Ateneum geht auf die Sammlungen des 1846 in Helsinki gegründeten Finnischen Kunstvereins (Suomen Taideyhdistys) zurück. Diese wurden erstmals 1863 öffentlich ausgestellt, was als Geburtsstunde der Finnischen Nationalgalerie gilt. 1887 erhielt die Finnische Nationalgalerie mit dem Ateneum ein eigens für sie gebautes Gebäude.

## Gebäude

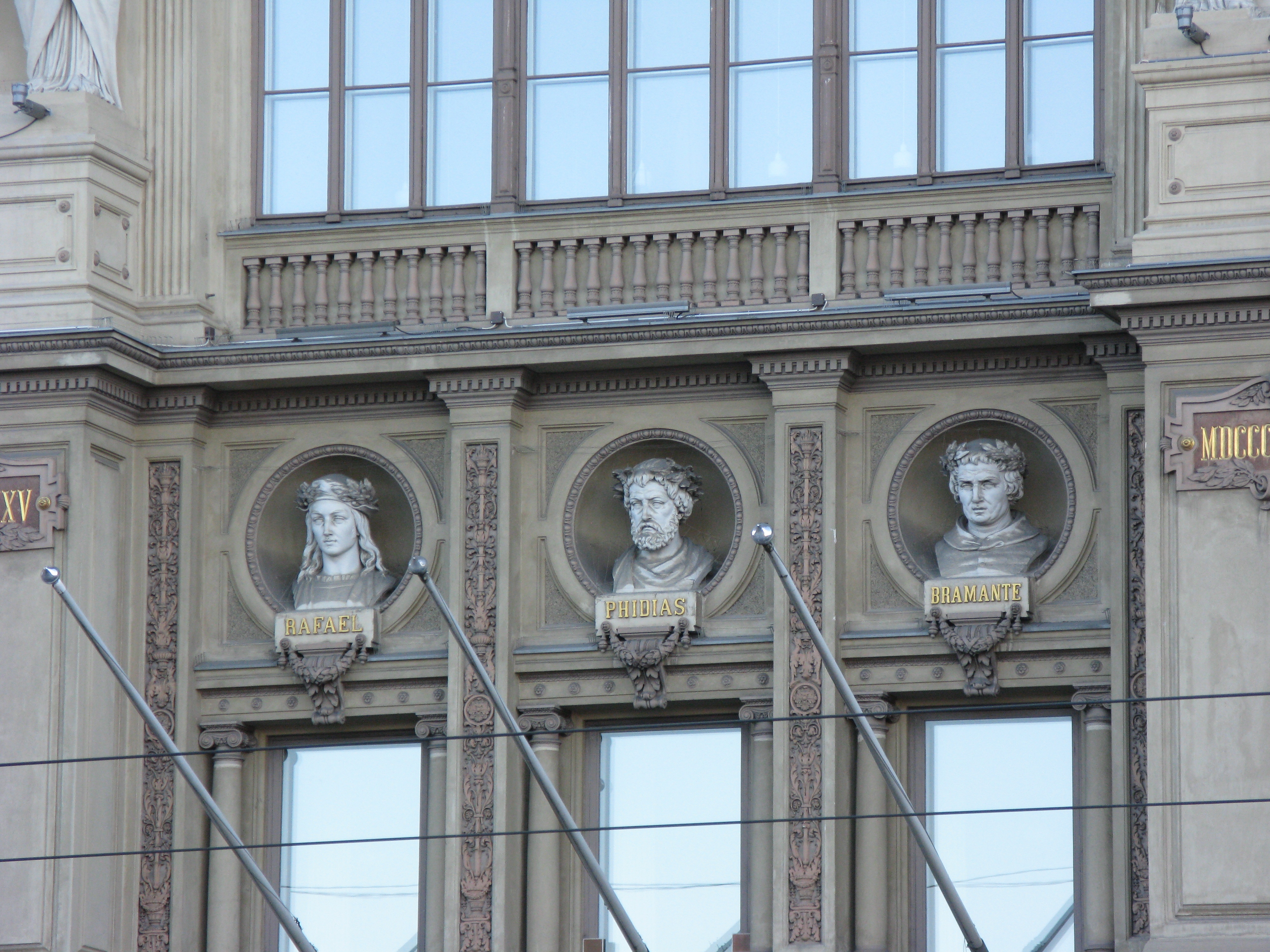
Büsten des Architekten Bramante, des Malers Raffael und des Bildhauers Phidias

Das Museum befindet sich im Zentrum der Stadt am Bahnhofsplatz in einem 1887 nach Plänen von Theodor Höijer errichteten Gebäude. Bei dem Ateneum handelt es sich um eines der bedeutendsten Beispiele für Neorenaissance-Architektur in Finnland. Die Fassade des Gebäudes ist mit Skulpturen und Reliefs geschmückt, die von Carl Sjöstrand geschaffen wurden und symbolisch die Künste darstellen. Über dem Haupteingang befinden sich Büsten des Architekten Bramante, des Malers Raffael und des Bildhauers Phidias. Der Dreiecksgiebel wird von vier Karyatiden gestützt, die für die vier klassischen Kunstrichtungen Architektur, Malerei, Bildhauerei und Musik stehen. Das Tympanon des Dreiecksgiebels ist mit einer Figurengruppe versehen, die die allegorische Göttin der Kunst darstellt. Unter der Figurengruppe steht die lateinische Inschrift Concordia res parvae crescunt („Durch Eintracht wachsen die kleinen Dinge“). Zwischen den Fenstern im zweiten Stock sind ferner Reliefs von Ville Vallgren angebracht, die verschiedene finnische und internationale Künstler darstellen.

## Sammlung
Das Ateneum ist das größte Kunstmuseum des Landes. Der größte Teil der Sammlung – über 4300 Gemälde und mehr als 750 Skulpturen – entfällt auf die Werke finnischer Künstler aus der Zeit zwischen 1700 und 1960. Die bekanntesten Werke finnischer Künstler wie Albert Edelfelt, Eero Järnefelt, Pekka Halonen, Akseli Gallen-Kallela, Helene Schjerfbeck und Hugo Simberg sind hier ausgestellt.
Die internationale Sammlung des Ateneums ist mit über 650 Werken kleiner, ist aber mit Werken unter anderem von Vincent van Gogh, Paul Gauguin, Edvard Munch, Auguste Rodin, Francisco de Goya, Paul Cézanne, Marc Chagall, Eugène Delacroix, Amedeo Modigliani, Ilja Repin und Anders Zorn ebenfalls durchaus hochkarätig.

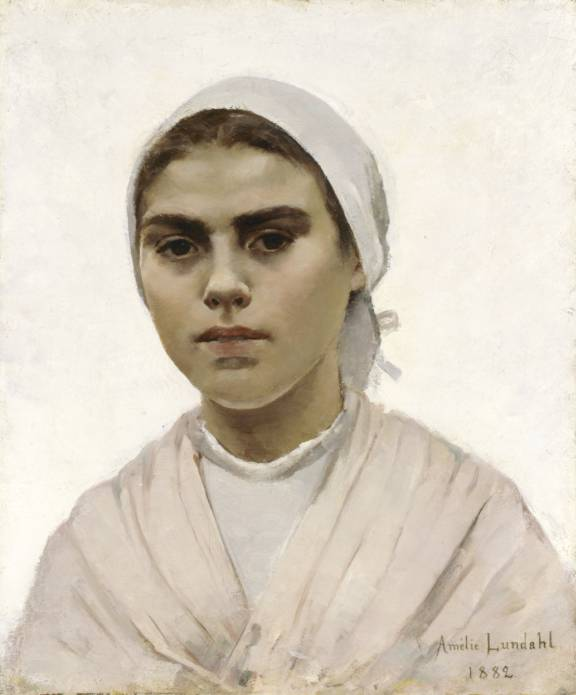
Amélie Lundahl: Kopf eines Mädchens, 1882
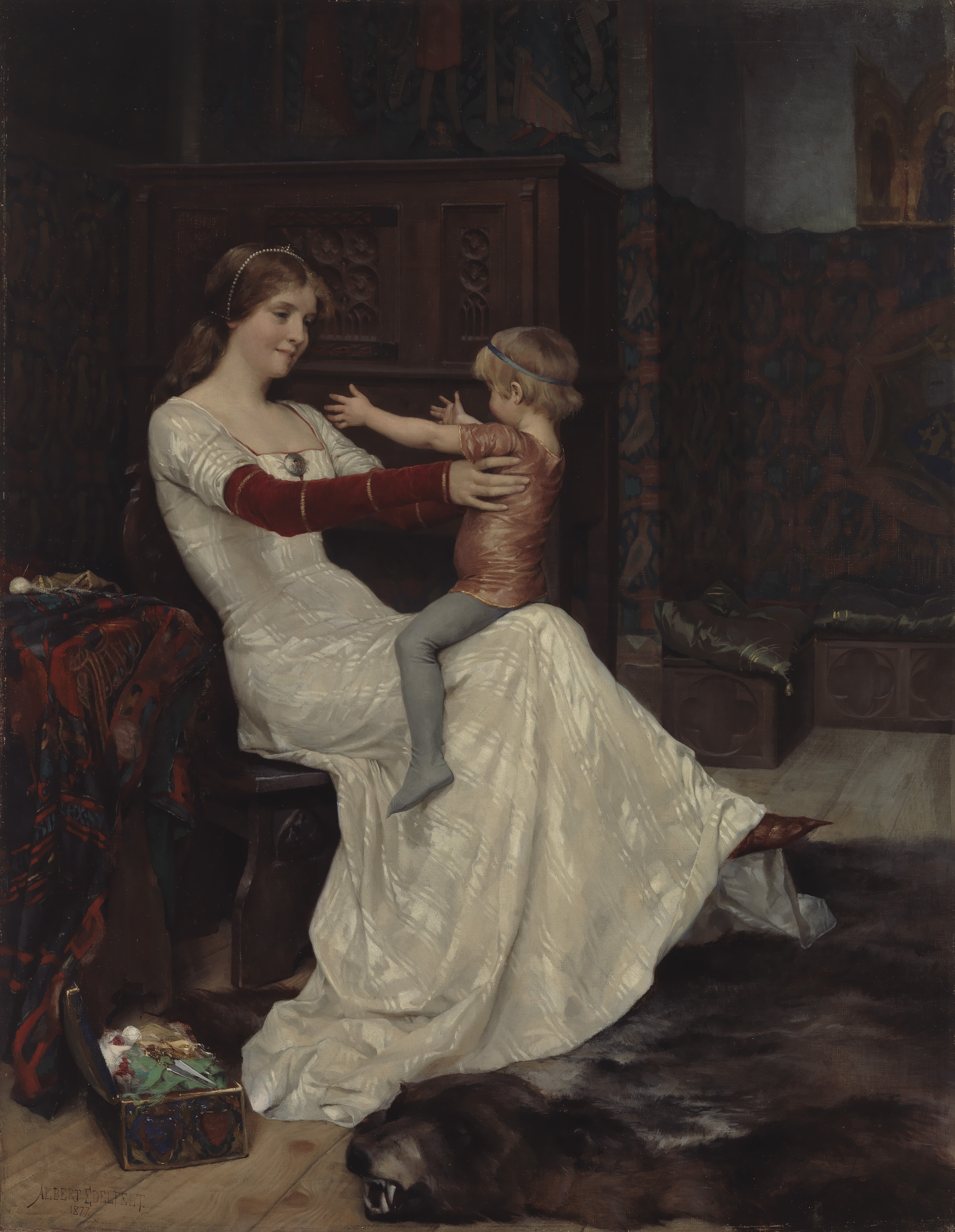
Albert Edelfelt: Kuningatar Blanka, 1877
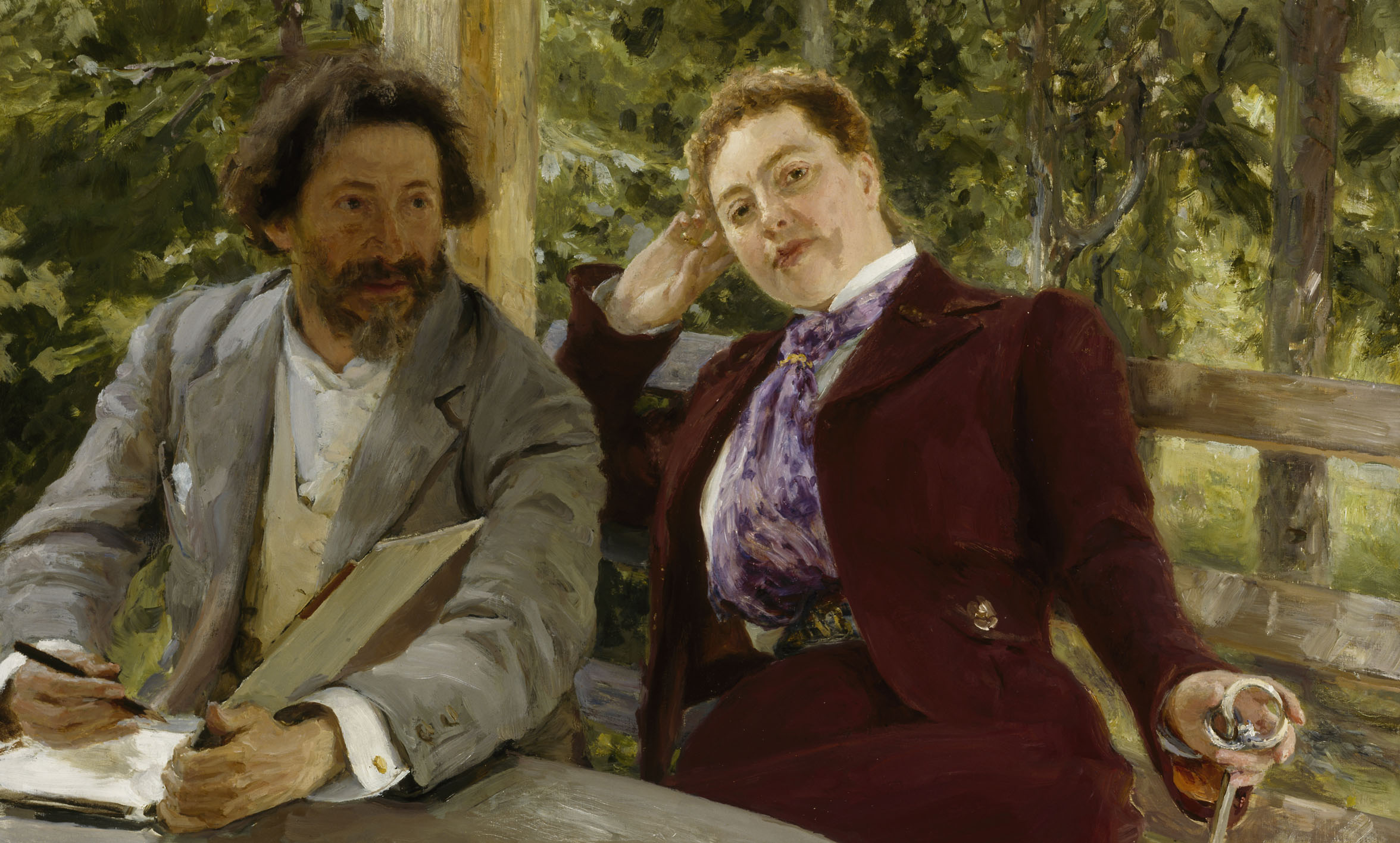
Ilja Jefimowitsch Repin: Selbstporträt mit Natalia Borisovna Nordman-Severova, 1903
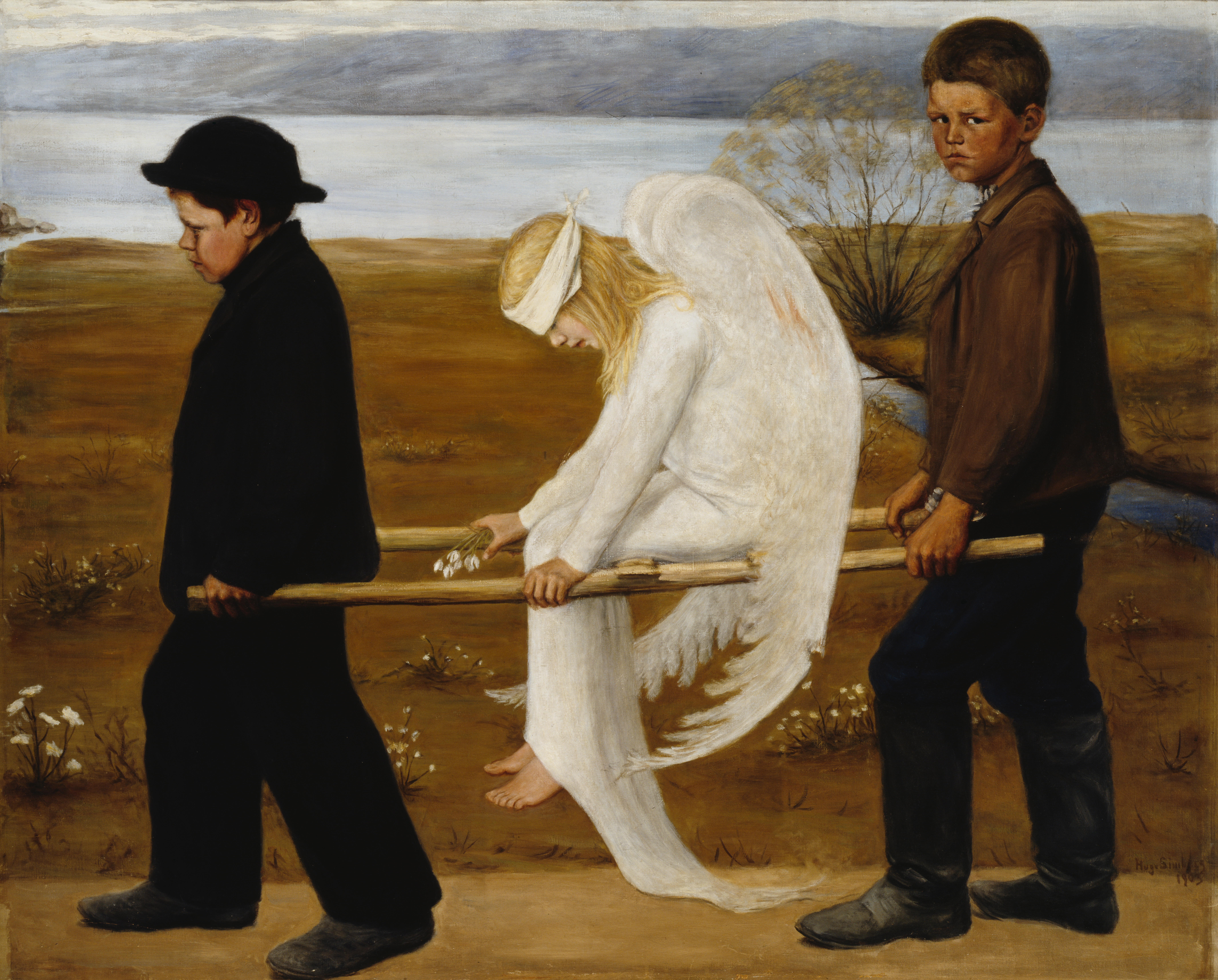
Hugo Simberg: Der verwundete Engel, 1903